# Personaggi di Regina del Sud
Questa voce contiene un elenco dei personaggi presenti nella serie televisiva Regina del Sud.

## Personaggi principali

### Teresa Mendoza
Teresa Mendoza, interpretata da Alice Braga (stagione 1-5): Una donna povera proveniente da Jalisco, Messico, che fa la cambia valute, conosce Güero e se ne innamora, scoprendo poi che è un trafficante che lavora per un cartello, ma ciò non la preoccupa finché un giorno lui non le affida un quaderno, dei soldi e un telefono dicendole che se mai il telefono dovesse squillare significherebbe che lui è morto e che lei dovrebbe scappare e dare a Don Epifanio il quaderno in cambio della sua vita. Lo scambio non va secondo i piani e lei si ritrova costretta a scappare dagli uomini di Don Epifanio che le danno la caccia per riavere il quaderno che contiene informazioni preziose che collegano Don Epifanio al Cartello Vargas. Mentre scappa si imbatte negli uomini di Camila che la catturano e successivamente la obbligano a lavorare per la donna al fianco di James iniziando ad imparare il mestiere, mentre Camila cerca di scoprire il motivo per cui una semplice donna come lei è così importante per il marito da volerla viva e cercarla con così tanta determinazione. Il suo primo compito è fare una consegna in aeroporto, ingoiando bustine contenenti cocaina e successivamente vomitandole. Successivamente riesce a capire che un uomo sta fregando James dandogli soldi falsi e in questo modo comincia a farsi strada nel Cartello stupendo la Jefa sempre di più finché lei le affida il compito di spacciatrice indipendente. Poiché vuole cercare di uscire da quella vita, prova a tradurre e vendere con Brenda le informazioni del quaderno a Birdman, che lavora per il cartello Jímenez, avversario del cartello Vargas; ma fallisce, quindi decide di affidarsi al Limpiador. Anche questa volta le cose vanno male e Brenda viene uccisa. Così decide di diventare socia con Camila dandole il quaderno. Nella seconda stagione scopre che Güero è ancora vivo e insieme a James cerca di salvare più volte l’attività e di distruggere il Cartello di Epifanio. In queste varie occasioni si ritrova più volte in pericolo di vita con James e a vicenda si salvano, senza mai abbandonarsi. Inoltre accetta di andare in Bolivia a parlare con El Santo, uno degli trafficanti più pericolosi e definito "pazzo" per le sue convinzioni. In questo viaggio comprende di provare dei sentimenti anche per James, scatenando la gelosia di Güero. Fa andare Camila in prigione per salvarla dal Colonnello e poi crea un’alleanza con Lil T per proteggerla mentre è in prigione. Scopre presto che i pescherecci Colibrì sono a suo nome, così che nel caso si dovesse scoprire il traffico di droga lei verrebbe incolpata e non Camila, quindi decide di abbandonarla e scappare, ma solo dopo aver preso la sua parte di cocaina cocaina e di soldi, che le spettano e si fa aiutare dalla banda dello zio di Lil T. Ha uno scontro con James mentre ci prova, quest’ultimo le spara senza però colpirla nonostante la poca distanza. Dopo aver scoperto che la cocaina era stata sostituita accusa Lil T di averla tradita scatenando una sparatoria con lo zio di Lil T che la colpisce ad una gamba. Grazie all’aiuto di Pote riesce a scappare e nell’ultima puntata uccide Epifanio facendolo cadere in una trappola con l’aiuto di Güero. A causa di questa azione nella terza stagione scappa in Europa, prima in Italia poi in Francia e infine a Malta, dove continua a costruire il suo impero di droga accanto a Pote e con l’aiuto di Re George e la fornitura di El Santo. Successivamente, quando gli uomini di Camila la trovano, viene salvata da James e tra loro inizia una collaborazione, oltre ad una storia d'amore. Lui l'aiuta a tornare in America, a Phoenix, dove possiede una casa e insieme, dopo aver sconfitto La Comisiòn che precedentemente controllava l'Arizona, conquistano la città e successivamente tutta lo stato; diventando tra i maggiori narcotrafficanti. Purtroppo però, in seguito ad un grave bombardamento avvenuto in Bolivia nella residenza di El Santo, la donna perde la sua fornitura. Lui e Teresa riescono a salvarsi ma lei scopre ben presto che è stato qualcuno della sua banda a tradirla rivelando la sua posizione a Davon Finch, a capo dell'attacco e che poi si scopre lavorare per la CIA, così da sapere dove colpire per eliminare El Santo. Teresa sospetta che la talpa sia James e questo mette a dura prova la loro relazione e porta l'uomo alla decisione di andarsene dopo averla aiutata con un'ultima missione: sconfiggere il generale Cortéz così da prendere il controllo del Messico. Per poterlo fare collabora con il cartello Jìmenez, tra cui Boas e Javier, oltre che con i colombiani per riuscire ad avere la fornitura. Dopo aver catturato e fatto uccidere il generale, affronta Camila obbligandola a diventare una fuggitiva e minacciando sua figlia nel caso in cui dovesse fare qualcosa contro di lei. Inoltre perde James che decide di andarsene per poterla salvare dalla CIA, a sua insaputa; di fatti dice alla donna che se ne va di sua spontanea volontà perché ormai lei non ha più bisogno di lui, ma promettendole che si rivedranno. Ciò la obbliga a cercare un nuovo braccio destro, oltre a Pote, e inizia la collaborazione con Javier. Infine diventa ricca costruendo il suo impero della droga.

### Doña Camila Vargas
Doña Camila Vargas, interpretata da Veronica Falcón (stagione 1- 3): ex moglie di Don Epifanio e capo del cartello Vargas a Dallas, Texas. Donna forte ed ambiziosa che mette al primo posto sempre gli affari e cerca di riprendersi il Cartello. Tiene con sé Teresa facendola lavorare come spacciatrice perché sa che la donna sa qualcosa che potrebbe servire per distruggere il marito. Nella seconda stagione inizia una guerra con il marito che la porta ad imprese disperate come cercare El Santo come nuovo fornitore e Davon Finch come trafficante, in seguito all’uccisione da parte degli uomini del marito di tutte le sue altre scelte. Camila cerca di istruire Teresa insegnandole il mestiere e la sua vita viene salvata diverse volte da quest’ultima. Lei però tradisce Teresa mettendo la sua firma sui documenti dei pescherecci Colibrì, così che nel caso si dovesse scoprire a cosa servono sarebbe Teresa a finire in prigione a vita e non lei. Alla fine della seconda stagione chiede a James di salvare sua figlia Isabela e dopo che lui l’ha fatto prendono un aereo per tornare a Sinaloa in Messico. Isabela ed Epifanio le chiedono di smetterla con la vita nel Cartello e lei accetta. L’aereo è però pilotato da Güero e atterra in una pista dove Teresa sta aspettando lei e il marito Epifanio; in uno scontro verbale Teresa chiede di avere Dallas è così risparmierà la vita ad entrambi ma Camila rifiuta dicendo che lei non ci rinuncerà mai. Don Epifanio, capendo che la donna ama gli affari molto più della famiglia, decide di non metterla nella posizione di scegliere e cerca di sparare a Teresa che però gli spara un primo colpo prima che lui ci riesca; vedendolo quasi morente Camila si rinsavisce e decide di lasciare la vita nel Cartello purché lui continui a vivere, ma lui decide di riprovare a sparare a Teresa che anche questa volta lo colpisce per prima e quindi muore davanti ai suoi occhi. Quando Isabela raggiunge il corpo del padre, Camila chiede a Teresa di non ucciderla davanti a sua figlia e quindi quest’ultima la risparmia decidendo di darle un’altra chance purché lei non la insegua e la lasci libera. Camila diventa governatrice al posto del marito e dice il nome della donna che ha ucciso suo marito: Teresa Mendoza. Nella terza stagione cerca di riprendersi i suoi affari e il suo posto nel Cartello da Boas Jímenez, mentre dà la caccia a Teresa che non vede l’ora di vedere morta; e si fa aiutare dall'ormai generale Cotéz. Il generale però la tradisce obbligandola a chiedere aiuto ad una sua acerrima nemica per poter salvare la propria figlia: quindi va da Teresa. La donna decide di aiutarla a patto che lei metta una buona parola facendole ottenere la cocaina da parte dei Colombiani e lei accetta. Alla fine decide di affrontare Teresa apertamente e la donna sceglie di risparmiarle la vita a patto che lei se ne vada dal Messico e facendola vivere come fuggitiva; in questo modo la figlia sarà salva.

### Brenda Parra
Brenda Parra, interpretata da Justina Machado, (stagione 1, ricorrente nella stagione 4): migliore amica di Teresa, moglie di Chino e madre di Tony. In seguito all’uccisiuone di suo marito scappa con Teresa e suo figlio fino in Texas, dove Teresa lavorando per Camila cerca di tenerla al sicuro dagli uomini di Epifanio che fanno loro la caccia. Inizia a spacciare prima cocaina e poi prova con le metanfetamine insieme al fratello del proprietario del Motel in cui alloggia. Nel frattempo cerca di decodificare il quaderno che Güero ha lasciato a Teresa prima di morire, perché sa che quelle informazioni sono così importanti che Don Epifanio da loro la caccia con tutte le sue forze. Quando Teresa decide di scappare da Camila, lei la segue e cerca di vendere le informazioni del quaderno a Birdman ma lui viene ucciso e lei è costretta a fuggire; insieme a Teresa poi tornano in Messico. Dopodiché vanno dal Limpidor nella speranza che lui le paghi 250.000$ per la consegna del quaderno che contiene le informazioni sui magazzini di Don Epifanio e molto altro. Il Limpiador inizialmente accetta di lasciarle libere ma poi Brenda lo prega di risparmiare la vita del figlio e per questo viene catturata e torturata dai suoi uomini, mentre Teresa riesce a scappare. Nell’ultimo episodio della prima stagione Teresa torna dal Limpiador con Pote per salvare Brenda, ma una volta arrivata nel magazzino dove la tenevano la trova morta.

### James Valdez
James Valdez, interpretato da Peter Gadiot (stagione 1-5): braccio destro di Camila, lavora con lei da quando è uscito dall’esercito e si è guadagnato la sua fiducia svolgendo qualsiasi compito lei gli ha dato. Nella prima stagione è fidanzato con Kim, ma ben presto si affeziona sempre di più a Teresa fino ad innamorarsene, anche se cerca di sopprimere i suoi sentimenti. Fin dall’inizio fa il possibile perché Teresa resti in vita, proteggendola personalmente, dandole la sua fiducia e mettendo sempre una buona parola per lei con Camila. Nella seconda stagione, quando Teresa decide di ribellarsi a Camila e scappare in seguito ad aver trovato i documenti che la incolpano dei pescherecci, lui cerca di convincerla a non farlo e a tornare a casa con lui promettendole che la aiuterà ad avere maggiore chiarezza sull’accaduto ma lei rifiuta e gli chiede di prometterle che non sarà lui ad andare a cercarla quando Camila scoprirà tutto, lui accetta. Poi però perde la fiducia di Teresa nel momento in cui lei scopre che i sicari di Camilla l’hanno trovata grazie ad un localizzatore messo nel videogioco di Tony, datoglielo da James. Quando lei cerca di rubagli la cocaina c’è uno scontro a fuoco e lui si ritorca su una carrozza di un treno abbandonato con lei; Teresa gli offre di lavorare insieme ma lui rifiuta e le spara senza però beccarla nonostante fossero a soli 4 metri e mezzo di distanza. Poi porta la merce a Davon Finch a insaputa di Teresa e inizia una collaborazione con lui che va avanti per 5 mesi ma si interrompe nel momento in cui, su ordine di Davon, è obbligato ad uccidere un uomo apparentemente innocente e padre di famiglia facendo esplodere la sua casa e, nel farlo, uccide anche la figlia dell'uomo. Nell'ultimo episodio della seconda stagione salva Isabela da Pedro e insieme a lei, Camila e Don Epifanio tornano in Messico con l’aereo che poi si scopre essere pilotato da Güero, riesce a scappare e l'uomo gli risparmia la vita perché ammette che James ha sempre protetto Teresa quando lui non era presente. Nella terza stagione aiuta Teresa a scappare dai sicari ingaggiati da Camila a Malta e riesce a poco a poco a riconquistare la sua fiducia iniziando a lavorare per lei, poiché è stanco dei metodi così violenti di Camila e di Davon e in seguito alla morte della bambina. Porta Teresa e Pote a Phoenix dove ha una casa, e la aiuta a iniziare la sua attività lì, con lui e i suoi uomini al suo fianco. Viene costretto da Davon ad ammettere il vero motivo per cui si è unito a Teresa, cioè la morte della bambina, e per la vergogna decide di lasciare la casa alla donna e andarsene ammettendo che lei si merita di meglio; ma Teresa, invece, lo perdona e i due si baciano e vanno a letto insieme, iniziando così la loro storia d'amore. Essa viene interrotta a causa del ritrovamento di Guero e della sua morte, che sconvolge fortemente Teresa, facendola allontanare. Poi però ricomincia nel momento in cui insieme riescono finalmente a conquistare Phoenix. Dopo che capisce che Teresa lo reputa la spia che l’ha fatta seguire da El Santo, riesce a trovare la vera spia: Kelly Anne; poi ha una lite con la fidanzata durante la quale le dice che non può continuare a lavorare con lei se non lo reputa leale e per questo, dopo averla aiutata contro il generale Cortéz, se ne andrà. Alla fine, nonostante Teresa gli abbia chiesto scusa ripetutamente e gli abbia chiesto di restare con lei, decide di andarsene dicendole che non ha più bisogno di lui. Negli ultimi minuti della terza stagione si scopre che voleva restare al fianco di Teresa, ma, dopo l’accaduto con El Santo ha iniziato ad indagare scoprendo che dietro tutti quegli avvenimenti c’era la CIA, che lo considerava in “problema”; decide quindi di consegnarsi all’organizzazione così da poter salvare Teresa e lasciarla fuori dai guai.

### Pote Galvez
Pote Galvez, interpretato da Hemky Madera (stagione 1-5): un sicario prima al servizio di Don Epifanio che spesso lavora con il collega Gato; il suo compito è quello di uccidere Teresa. Dopo che Teresa uccide Gato, lui decide di lavorare con lei dimostrandole di essere un brav'uomo. Collabora con Camila Vargas insieme a Teresa stando però sempre al fianco di quest'ultima e insegnandole alcuni trucchi del mestiere. Nel momento in cui lei decide di scappare lui la segue, diventando così il suo braccio destro e l’uomo più fidato che ha, inoltre la aiuta a costruire il suo impero di droga e le sta accanto durante tutta la scalata e anche quando ormai ha raggiunto i suoi obiettivi. È un ottimo cuoco, un uomo leale ed è come un padre per Teresa, cerca sempre di proteggerla e sarebbe disposto a morire piuttosto che tradirla.

### Don Epifanio Vargas
Don Epifanio Vargas, interpretato da Joaquim de Almeida, (stagioni 1-2): marito di Camila Vargas, capo del Vargas Cartel (vedi: Cartello di Sinaloa) e governatore dello stato messicano di Sinaloa; è nato povero in una famiglia di contadini ma dopo che i suoi genitori vennero uccisi dal Cartello locale inizia la sua vita nel narcotraffico. Ha una relazione complicata con la moglie, che vorrebbe riavere il comando del Cartello Vargas anche in Messico e a causa di ciò inizia una "guerra" con lei, cercando di intercettare qualsiasi tipo di consegna e facendo uccidere i possibili compratori e spacciatori di Camila. In realtà il suo vero obiettivo è quello di riavere la donna accanto a sé come sua moglie e come madre di Isabela, la loro figlia. Collabora con il Colonnello Cortés in questa impresa, a seguito dell'uccisione del suo braccio destro; ma dopo aver saputo che il Colonnello ha provato svariate volte ad uccidere sua moglie decide di vendicarsi bruciando il locale dove egli si trovava, ma quest'ultimo riesce a salvarsi. In seguito a problemi di cuore decide di ritirarsi dalla vita del Cartello per poter essere un bravo padre e marito; così vende la sua attività a Boas Jìmenez che potrà fondere i due cartelli in uno solo. Viene ucciso alla fine della seconda stagione da Teresa che gli spara due volte davanti a Camila.

### Raymundo "El Güero" Davila
Raymundo "El Güero" Davila, interpretato da Jon-Michael Ecker (Stagioni 2-3, ricorrente stagione 1): Pilota aereo e trafficante di droga per Don Epifanio. Ex fidanzato di Teresa, che lei crede essere morto. In realtà nella seconda stagione si scopre che è ancora vivo e collabora con la DEA come loro informatore. Don Epifanio ha cercato di ucciderlo facendo esplodere l’aereo che lui doveva guidare, in seguito ad aver scoperto che rubava dalle sue scorte per spacciare con il suo collega e amico Chino ma viene salvato da un intervento immediato della DEA. Nella seconda stagione decide di cercare Teresa dopo aver compreso che è coinvolta in affari con Camila Vargas e ricomincia una storia amorosa con lei. In seguito aiuta Camila a trovare nuovi fornitori e distributori come El Santo e Re George, salva la vita a James durante uno scontro con gli uomini della Capitana in Bolivia e per questo lui cerca di convincere Camila a risparmiargli la vita ma la donna rifiuta. Dopo aver parlato con Pote capisce che è il momento di andarsene per salvarsi la vita e lasciare Teresa, che ormai è una donna forte e non la donna che ha conosciuto lui inizialmente; quindi se ne va ma prima ha una questione da risolvere in Messico: vendicarsi per ciò che hanno fatto a Teresa. Nell'ultimo episodio della seconda stagione aiuta Teresa ad avere un confronto con Camila ed Epifanio prendendo il posto del loro pilota aereo e facendoli atterrare dove Teresa vuole incontrarli. Fa scendere Camila e Don Epifanio e tiene in ostaggio Isabela e James, quest’ultimo però si libera e costringendo Güero ad inseguirlo, tuttavia lo lascia andare perché ha protetto Teresa mentre lui non c'era. Alla fine però non riesce a raggiungere la barca di Re George in tempo a causa della polizia che circonda il luogo in cui si trova e Teresa decide di salpare senza di lui. A metà della terza stagione si scopre che è stato catturato dagli uomini del colonnello Cortéz ed è stato tenuto prigioniero e torturato per 6 mesi nel tentativo di scoprire il luogo in cui si trovava Teresa; in questo periodo di tempo però ha anche escogitato un piano per fuggire insieme all'amata . Quando quest'ultima viene catturata e portata nella cella accanto alla sua, Camila per vendetta lo pugnala alla gamba, promettendo alla ragazza di farlo soffrire di una morte lenta davanti ai suoi stessi occhi. Quella sera stessa riesce a scappare insieme a Teresa, ma essendo ferito si ferma in una clinica per farsi curare e il generale riesce a raggiungerlo; durante una sparatoria tra i soldati e James e Pote, per salvare Teresa, viene colpito su un fianco ma riesce comunque ad arrivare alla macchina e scappare. Teresa gli offre alloggio a Phoenix con lei e gli altri e gli fa una proposta di lavoro: pilotare gli aerei per alcune consegne; nonostante l'incertezza da parte di Pote e l'evidente preoccupazione per la relazione con la donna di James, lui accetta ricordando che farebbe di tutto per l'amore della sua vita. Muore tra le braccia di Teresa nel tragitto dal Messico a Phoenix.

### Cesar "Batman" Guemes
Cesar "Batman" Guemes, interpretato da Gerardo Taracena, (stagioni 1-2): è il braccio destro di Don Epifanio e gli è leale anche quando Camila cerca dì corromperlo per portarlo dalla sua parte. Muore nella seconda stagione per mano del Colonnello Cortés, quando cerca di eliminarlo per volontà di Don Epifanio

### Alonzo Loya
Alonzo Loya, interpretato da Nick Sagar (stagione 2- ricorrente nella stagione 3): agente della DEA vuole a tutti i casi incastrare Camila come narcotrafficante e cerca la collaborazione di Teresa per farlo. Viene sospeso in seguito ad aver messo una pistola e della cocaina nella macchina di Camila Vargas. Quando Teresa scappa con Kelly Anne lui le trova ma le lascia andare perché Teresa gli salva la vita promettendo però alla ragazza che la prossima volta la metterà in prigione. Nella terza stagione collabora con Camila Vargas contro il cartello Jímenez intercettando i carichi di cocaina che arrivano negli USA tramite i droni così da poter riavere il suo lavoro. Inoltre inizia ad andare a letto con Camila e la aiuta a cercare Teresa. Si scopre alla fine della terza stagione che era così vicino a Camila solo per poterla incastrare nel traffico di droga del cartello Vargas.

## Personaggi secondari

### Alberto Cortéz
Alberto Cortéz interpretato da Yancey Arias (stagione 3, ricorrente nella stagione 2): colonnello a capo dei militari, aiuta Epifanio a sbarazzarsi degli uomini che l’hanno tradito per lavorare con Camila. Vuole entrare a far parte del Cartello Vargas al fianco di Epifanio. Uccide “Batman” nella seconda stagione quando Epifanio lo manda dal colonnello per farlo eliminare. È ambizioso e usa la violenza come risposta a tutto. Nonostante Epifanio glielo abbia più volte vietato, cerca di uccidere Camila in diverse occasioni ed è a capo delle missioni per eliminare il suo impero, così che la donna possa tornare a casa dal marito. Dopo la morte di Epifanio inizia a lavorare con Camila, reputandola più forte dell’ormai ex marito, e guida le missioni di ricerca per Teresa Mendoza richiedendo di trovarla e ucciderla. Quando finalmente i suoi uomini riescono a trovarla la fa imprigionare su volere di Camila accanto a Güero; e quando i due riescono a scappare segue le tracce che lo conducono dal dottore che ha curato l’uomo per tutto quel tempo. In uno scontro a fuoco con Teresa e i suoi uomini, il colonnello spara a Güero; ferendolo al fianco, ferita che poi lo porterà alla morte. Uccide Kique Jímenez, facendo risultare colpevole Camila agli occhi della figlia Isabela, che smaschera gli affari loschi della madre costringendola a scappare. Manipola la ragazza facendole credere di essere l’unica persona sempre presente per lei e mettendola sempre di più contro la madre, nel frattempo fa cercare ai suoi uomini Camila per ucciderla. Finge di voler fare affari con Teresa, per poter avere Camila in cambio, ma in realtà prova ad ucciderla con un esplosivo messo nel carico di cocaina. Fa uccidere Bilal dai suoi uomini dopo averlo fatto impazzire “operandolo” alla testa per convincere Re George a collaborare contro Teresa. Viene catturato da James e Javier e su ordine di Teresa torturato e poi ucciso da Boas, Javier e i loro uomini, per vendicare la morte di Kique.

### Teo Aljarafe
Teo Aljarafe, interpretato da Mark Consuelos (stagioni 1-2): avvocato di Camila che la aiuta con l'acquisto dei pescherecci Colibrì, senza farli risultare a nome della donna. Ucciso nella seconda stagione dalla moglie.

### El Santo
El Santo, interpretato da Steven Bauer (stagioni 2-3) è il boss del cartello El Santo e leader del suo stesso culto, creduto pazzo da molti a causa delle sue credenze (ha persino una Bibbia scritta da lui stesso) e perciò temuto da moltissima gente. Compare per la prima volta nella seconda stagione poiché Camila manda Teresa, James e Güero da lui per poterci fare affari insieme. Fa far loro una serie di test per curiosità e quando finalmente riescono ad incontrarlo sembra già sapere tutto sul loro conto. Inizialmente è incerto nel fare affari con loro poiché americani e lui non si fida degli accordi che gli americani sono soliti fare, ma Teresa riesce a impressionarlo con le sue conoscenze sulla cocaina e così le dà la possibilità di parlarne meglio ma solo dopo un sacrificio di sangue (tra Güero o James), avvertendola che tra loro c’è un Giuda. Dopo che Teresa sceglie sé stessa come sacrificio, lui, anziché ucciderla, nota che è una pura di cuore quindi la benedice e la fa entrare nella famiglia facendola diventare una delle sue seguaci in seguito ad un'ultima prova che la ragazza riesce a superare e per questo decide di collaborare con lei dandole 1 tonnellata di cocaina e aspettandosi pagamenti settimanali. Quando Teresa fugge da Camila a El Santo non arriva il pagamento come stabilito e perciò manda una delle sue bambine seguaci insieme ad un suo uomo a cercarla, dicendole di pagare, altrimenti l’avrebbero uccisa e per ricordarglielo le fanno un tatuaggio sul braccio con scritto “Moyocoyotzin” (= colei che crea sé stessa). Nella terza stagione diventa il fornitore di Teresa; ma poi chiede a tutti i suoi seguaci a cui fornisce la merce di incontrarsi in Bolivia e arrivati lì accusa qualcuno di loro di essere una talpa poiché alcune sue spedizioni sono state bloccate. Fa uccidere El Dentista e altri uomini perché hanno fatto entrare in famiglia la “talpa”. Il posto in cui si trova viene fatto saltare in aria da un'esplosione e muoiono tutti tranne lui, suo figlio appena nato e Teresa, che incolpa di essere la talpa (effettivamente è così poiché ha un localizzatore nella collana di Güero ma lei non ne era a conoscenza). El santo sacrifica suo figlio nel tentativo di salvarsi insieme a Teresa e dopo esserci riuscito decide di smettere di trafficare cocaina.

### Kelly Anne Van Awken
Kelly Anne Van Awken, interpretata da Molly Burnett (stagioni 2-5): ex moglie di Cole Van Awken, ha studiato legge e voleva diventare una donna potente insieme al marito ma lui non glielo ha permesso. Tramite Teresa cerca di capire se il marito la tradisce con Camila, poi diventa sua amica e per questo quando trova i documenti che la incolpano come posseditrice dei pescherecci Colibrì la chiama per dirglielo. Spara al marito quando lui minaccia lei e Teresa e poi decide di scappare con la donna. Durante la fuga usa la sua carta e viene quindi rintracciata dalla DEA e dagli uomini di Camila; Teresa riesce a farla scappare con Tony e metterla al sicuro. Così comincia una nuova vita a Phoenix. Nella terza stagione collabora con Teresa come manager dell’azienda vinicola dove producono droga, diventando sua partner e membro della “famiglia”. Durante un attacco all'azienda aiuta Pote a scappare sparando contro gli uomini di Davon Finch, ma viene comunque presa e torturata davanti a Teresa per convincerla a parlare. Questa esperienza le resta molto impressa, tanto da farle iniziare ad assumere cocaina quotidianamente per controllare la paura e, quando Davon le chiede di collaborare facendo da spia, lei accetta. Quando Teresa capisce che tra di loro c’è una talpa, cerca di far incolpare James mettendo un microfono nella sua stanza, così da farlo trovare a Teresa e farle dubitare di lui. James riesce comunque a smascherarla come la vera spia, ma ciò costa la relazione tra James e Teresa. Ella cerca di giustificarsi parlando dell’esperienza subita e dicendo che pensava che l’amica fosse in pericolo. Teresa, su consiglio di Pote, decide comunque di farla uccidere, perché una spia resta sempre una spia. Si rivela viva nella quarta stagione.

### Devon Finch
Devon Finch, interpretato da Jamie Hector (stagione 2-5): ricco uomo d’affari, con sede principale a Chicago, possiede intere catene di hotel ed aerei, vive una vita nel pieno lusso, comprando macchine sportive per sfizio. È sempre molto impegnato e riceve centinaia di offerte al giorno per collaborazione ma quasi mai accetta, inoltre chiede soldi prima di avere la possibilità di incontrarlo. Decide di collaborare con Camila, grazie alla capacità persuasiva di Teresa e dopo una serie di sfrontati attacchi subiti da parte donna per convincerlo a fare affari insieme. Quando Teresa si separa da Camila, sceglie di seguirla, essendo lei in possesso della merce di El Santo, che vende parecchio. Quando però le cose non vanno bene poiché Teresa non riesce a fare la sua consegna, decide di ritirarsi e iniziare una collaborazione con James, facendogli fare spesso il lavoro “sporco”. Nella terza stagione torna minacciando Teresa e James, poiché quest’ultimo non ha svolto l’ultimo compito assegnatogli nel modo corretto e vuole quindi vendicarsi per questo, mentre vuole che la donna lo presenti ad El Santo. Fa torturare Kelly Anne davanti a Teresa, e in seguito usa la sua paura come movente per farle fare da spia così che riporti a lui tutte le informazioni che Teresa ha su El Santo. Grazie al localizzatore messo da Kelly Anne nella collana di Teresa, riesce a seguirla fino in Bolivia dove, durante un incontro con El Santo, fa bombardare l’edificio uccidendo tutti i presenti e facendo cercare Teresa e l’uomo. Alla fine della terza stagione si scopre far parte della CIA e prende con sé James, poiché lo considera un ostacolo, promettendogli che se si consegnerà a loro in modo civile nessuno toccherà Teresa.

### Lil’ Traviesa
Lil’ Traviesa, detta anche Lil T, interpretata dalla rapper Snow tha product (stagioni 2-3): una gangster che lavora con suo zio Big T, aiuta Teresa a rubare le armi con cui poi attacca James e gli uomini di Camila. Infine inizia a lavorare per Teresa nel suo cartello, avendo principalmente il compito di fare le consegne. Dopo un brutto incidente con Pecas, Teresa decide di mandarla via e consigliarle di tornare a scuola poiché la considera intelligente e crede che abbia la possibilità di un futuro brillante davanti a sé.

### Gato Fierros
Gato Fierros, interpretato da James Martinez (stagione 1): sicario di Don Epifanio, lavora al fianco di Pote e ha il compito di uccidere Teresa Mendoza. Prima di farlo decide però di stuprarla, così lei gli spara in faccia e riesce a scappare. Nelle ultime puntate della prima stagione, quando Teresa viene catturata, a lui è assegnato il compito di torturarla e ucciderla dopo aver saputo dove è il quaderno. Lei però riesce a liberarsi e lo uccide sparandogli in un occhio.

### Javier Acosta
Javier Acosta, interpretato da Carlos Gómez (stagione 3- 4): cugino di Boas Jìmenez, decide di collaborare con Teresa e insieme a James salva Re George. Successivamente su ordine della donna e di Boas, aiuta nell'attacco al Generale Cortéz e i suoi uomini per vendicare la morte di Kique; insieme riescono a catturare e poi uccidere l'uomo. Ha un debole per Teresa e, dopo che James se ne va, diventa il suo braccio destro insieme a Pote. Dopo aver sempre dimostrato lealtà a Teresa commette un errore e tradisce la sua fiducia. Teresa si trova così a scegliere se dover consegnare l'uomo e farlo uccidere o perdere uno dei suoi soci e dare inizio a una guerra con altri uomini di potere, Javier è deciso e accetta di essere ucciso.